# Phyllonorycter obsoleta
Phyllonorycter obsoleta là một loài bướm đêm thuộc họ Gracillariidae. Loài này có ở Hoa Kỳ (Massachusetts).
Sải cánh dài khoảng 8 mm.